# Zlatko Horvat

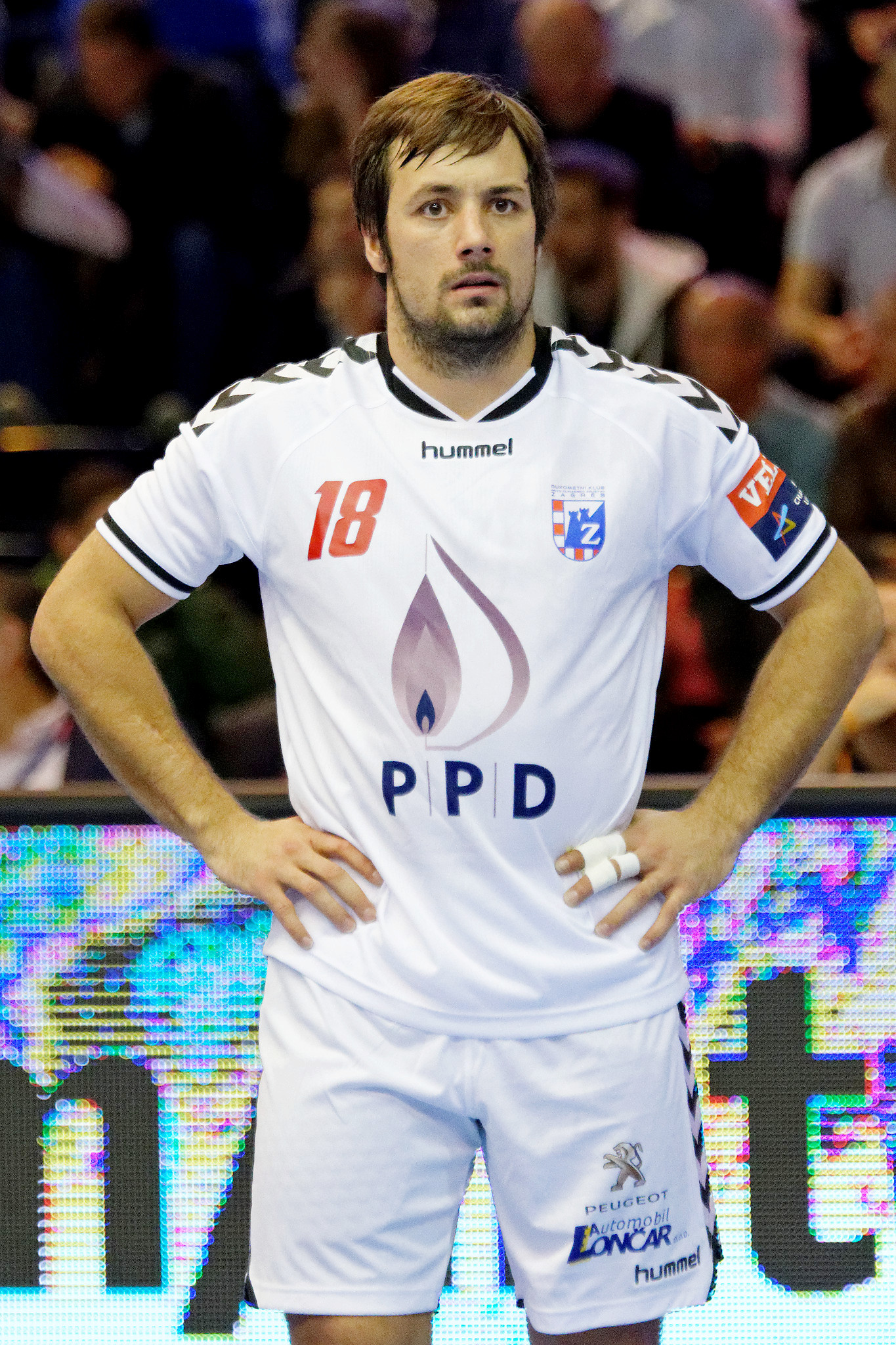
Zlatko Horvat med RK Zagreb, 2015.

Zlatko Horvat, född 25 september 1984 i Zagreb, är en kroatisk handbollsspelare (högersexa). Han har spelat över 170 landskamper och gjort över 500 mål för Kroatiens landslag och har bland annat varit med och vunnit EM-silver 2008 i Norge, VM-silver 2009 på hemmaplan och OS-brons 2012 i London.
Horvat började spela handboll som tioåring 1994 i RK Zagreb. 2002 debuterade han i seniorlaget och spelade där i 18 raka säsonger. Sommaren 2020, efter totalt 26 år i moderklubben, skrev han överraskande på för nordmakedonska RK Metalurg Skopje.

## Klubbar
- RK Zagreb (2002–2020)
- RK Metalurg Skopje (2020–)